# Juan Ignacio Cirac Sasturain
Juan Ignacio Cirac Sasturain (né le 11 octobre 1965), connu professionnellement sous le nom d'Ignacio Cirac, est un physicien espagnol. Il est l'un des pionniers du domaine de l'informatique quantique et de la théorie de l'information quantique. Il est le récipiendaire du Prix Prince des Asturies 2006 dans la recherche technique et scientifique.

## Carrière
Cirac est diplômé de l'Université complutense de Madrid en 1988 et part aux États-Unis en 1991 pour travailler comme chercheur postdoctoral avec Peter Zoller au Joint Institute for Laboratory Astrophysics de l'Université du Colorado à Boulder. Entre 1991 et 1996, il enseigne la physique à la Faculté de Chimie de Ciudad Real, Université de Castilla-La Mancha .
En 1996, Cirac devient professeur à l'Institut für Theoretische Physik d'Innsbruck, en Autriche, et en 2001, il est directeur de l'Institut Max-Planck d'optique quantique à Garching, en Allemagne, où il dirige la division Théorie. Parallèlement, il est nommé professeur honoraire à l'Université technique de Munich. Il est professeur invité et conseiller de recherche à l'ICFO - l'Institut des sciences photoniques de Barcelone depuis sa fondation en 2002 .
Ses recherches portent sur l'optique quantique, la théorie quantique de l'information et la physique quantique à plusieurs corps. Selon ses théories, l'informatique quantique va révolutionner la société de l'information et conduire à une communication d'informations beaucoup plus efficace et sécurisée. Son travail conjoint avec Peter Zoller sur le calcul quantique des pièges à ions a ouvert la possibilité du calcul quantique expérimental, et son travail conjoint sur les réseaux optiques a lancé le domaine de la simulation quantique. Il a également apporté des contributions fondamentales dans les domaines de la théorie de l'information quantique, des gaz quantiques dégénérés, de l'optique quantique et des méthodes de groupe de renormalisation . En 2017, Juan Ignacio Cirac a publié plus de 440 articles dans les revues les plus prestigieuses  et est l'un des auteurs les plus cités dans ses domaines de recherche ,.
Ignacio Cirac a reçu plusieurs prix, notamment le Prix Prince des Asturies 2006 , le Prix BBVA Foundation Frontiers of Knowledge Award  dans la catégorie Sciences fondamentales ex æquo avec Peter Zoller, et le prix Benjamin 2010 du Franklin Institute Médaille Franklin en physique (conjointement avec David Wineland et Peter Zoller). Il reçoit le prix Wolf de physique avec Peter Zoller en 2013 . En 2018, il reçoit la Médaille Max-Planck de la Société allemande de physique  et le prix Micius Quantum .
Il est élu membre de l'American Physical Society en 2003. En 2017, il devient membre de l'Académie allemande des sciences Leopoldina .